# Elvis Marecos
Elvis Israel Marecos (15 lutego 1980 w Itá) – piłkarz paragwajski grający na pozycji obrońcy.

## Kariera klubowa
Elvis Marecos piłkarską karierę rozpoczął w drugoligowym klubie Sportivo Iteño Itá. W Primera División zadebiutował w 2000 w barwach 12 de Octubre FC. W latach 2001–2009 był zawodnikiem stołecznej Olimpii. Z Olimpia zdobył Copa Libertadores 2002. W latach 2003–2006 ponownie był zawodnikiem 12 de Octubre. W 2006 zaliczył epizod w boliwijskim klubie Club Bolívar.
Z Bolívarem zdobył mistrzostwo Boliwii Clausura 2006. W 2007 po raz trzeci występował w 12 de Octubre, po czym wyjechał do Chile, gdzie w pierwszej połowie roku 2007 był zawodnikiem klubu Cobreloa. W połowie 2008 powrócił do ojczyzny, gdzie został zawodnikiem stołecznego Club Guaraní. Z Guaraní zdobył mistrzostwo Paragwaju - Apertura 2010.
| Sezon | Klub               | Kraj     | Rozgrywki         | Mecze | Bramki |
| ----- | ------------------ | -------- | ----------------- | ----- | ------ |
| 1999  | Sportivo Iteño Itá | Paragwaj | Segunda División  | ?     | ?      |
| 2000  | 12 de Octubre FC   | Paragwaj | Primera División  | 25    | 4      |
| 2001  | 12 de Octubre FC   | Paragwaj | Primera División  | 7     | 0      |
| 2001  | Club Olimpia       | Paragwaj | Primera División  | 3     | 0      |
| 2002  | Club Olimpia       | Paragwaj | Primera División  | 2     | 0      |
| 2003  | 12 de Octubre FC   | Paragwaj | Primera División  | 7     | 0      |
| 2004  | 12 de Octubre FC   | Paragwaj | Primera División  | 27    | 0      |
| 2005  | 12 de Octubre FC   | Paragwaj | Primera División  | 32    | 4      |
| 2006  | 12 de Octubre FC   | Paragwaj | Primera División  | 20    | 4      |
| 2006  | Club Bolívar       | Boliwia  | Liga de Boliviano | 18    | 6      |
| 2007  | 12 de Octubre FC   | Paragwaj | Primera División  | 34    | 4      |
| 2008  | Cobreloa           | Chile    | Primera División  | 15    | 0      |
| 2008  | Club Guaraní       | Paragwaj | Primera División  | 22    | 2      |
| 2009  | Club Guaraní       | Paragwaj | Primera División  | 36    | 1      |
| 2010  | Club Guaraní       | Paragwaj | Primera División  | 39    | 4      |
| 2011  | Club Guaraní       | Paragwaj | Primera División  | 17    | 2      |

## Kariera reprezentacyjna
Marecos w reprezentacji Paragwaju 15 października 2009 w przegranym 0-2 meczu eliminacji Mistrzostw Świata 2010 z reprezentacją Kolumbii. W 2011 został powołany na turniej Copa América 2011.